# Tamburo (architettura)

Il tamburo ottagonale della cupola di Santa Maria del Fiore, con uno dei grandi oculi-lucernario

Il tamburo è un elemento architettonico di raccordo, posizionato tra una volta a cupola e il perimetro d'imposta (la base) della stessa cupola.
Il termine "tamburo", in riferimento a una colonna, può inoltre indicare il rocchio di cui il fusto può essere costituito.

## Tamburo della cupola

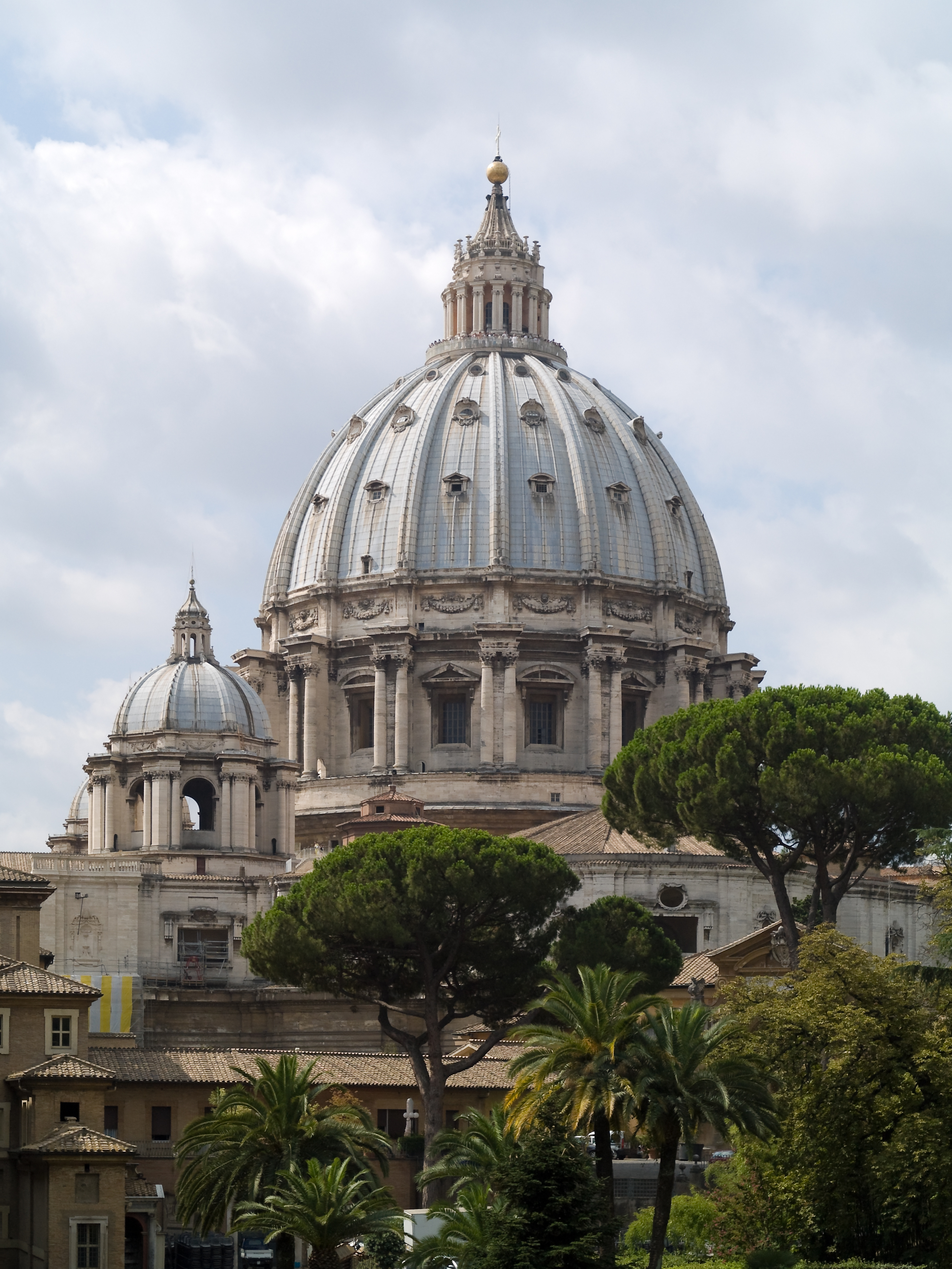
Tamburi con colonne di due cupole della basilica di San Pietro in Vaticano

Di fatto il tamburo alza la base d'imposta della cupola lungo una verticale che corrisponde all'altezza del tamburo stesso.
Il tamburo di solito indebolisce di fatto la cupola però permette di aprire più facilmente luci, può ampliare con un maggiore spessore la base della cupola e può avere valenze estetiche (come, ad esempio, dare più slancio in altezza).
La superficie del tamburo di frequente si ottiene come estrusione, verso il basso, della base della cupola. Per esempio il tamburo di una volta a cupola sferica è un cilindro circolare che ha come propria sezione retta la stessa base della cupola.